# Symfonie nr. 1 (Bruk)
Fridrich Bruk voltooide zijn Symfonie nr. 1 in 1998. Bruk kwam tijdens zijn verblijf in Finland (hij werd in 1978 genaturaliseerd) steeds meer achter de verschrikkingen, die zich in Tampere, zijn woonplaats, hadden afgespeeld tijdens de Finse Burgeroorlog. Tegelijkertijd stond de plaats waar die verschrikkingen en executies onder meer plaatsvonden Pyynikki Park plaatselijk bekend vanwege zijn natuurschoonheid. Deze tegenstelling gebruikte Bruk in zijn eerste symfonie. In het eerste deel hoort men (muzikale) kanon/geweerschoten, deel drie geeft de schoonheid van het park weer. De trombone wordt in de klassieke muziek vaak gebruikt als een soort "aanklager".
In 2003 is de symfonie samen met de tweede symfonie opgenomen ten teken dat de symfonie enige populariteit had. Echter gegevens over een eerste publieke uitvoering ontbreken. Overigens kreeg de componist in 2007 een onderscheiding van Tampere. In 1998 schreef Bruk ook een werk Pyynikki voor bariton en orkest.
De symfonie kent drie delen:
1. Andante sostenuto
2. Larghetto
3. Con moto e pensiero

## Orkestratie
- solotrombone
- 3 dwarsfluiten, 2 hobo’s, 3 klarinetten, 2 fagotten
- 4 hoorns, 2 trompetten, 3 trombones, 1 tuba
- 1 pauken, 3 man/vrouw percussie,
- violen, altviolen, celli, contrabassen

## Discografie
- Privéuitgave componist: Estlands Nationaal Symfonie Orkest o.l.v. Paul Mägi met Heiki Kalaus, trombone, een opname van 2006
- Uitgave Estonian Record Productions; dezelfde combinatie in een opname van 2003